# Peter W. Milonni
Peter Walden Milonni ist ein US-amerikanischer theoretischer Physiker, der sich mit Quantenoptik, Laserphysik und Quantenelektrodynamik befasst (unter anderem dem Casimir-Effekt).
Peter W. Milonni wurde 1974 an der University of Rochester promoviert. Danach forschte er von 1974 bis 1977 am Air Force Weapons Laboratory und war von 1977 bis 1980 bei PerkinElmer. 1980 wurde er Professor für Physik an der University of Arkansas; von 1986 bis 1994 war er am Los Alamos National Laboratory, wo er ab 1994 Fellow des Labors wurde. Danach hatte er eine Forschungsprofessur an der University of Rochester.
Er ist in den Herausgeber-Gremien von Progress in Optics, Contemporary Physics, Advances in Optics & Photonics und Physical Review Letters. Milonni ist außerdem Autor mehrerer Lehrbücher und Monographien.
2008 erhielt er den Max Born Award.

## Schriften
- The Quantum Vacuum: An Introduction to Quantum Electrodynamics, Academic Press 1994
- mit Joseph H. Eberly Laser Physics, Wiley 2010
- mit Joseph H. Eberly Lasers, Wiley 1988
- Fast light, slow light and left handed light, Taylor and Francis 2005
- Herausgeber mit Diego Dalvit, David Roberts, Felipe da Rosa Casimir Physics, Lecture Notes in Physics 834, Springer Verlag 2011
- mit Mei-Li Shih, Jay R. Ackerhalt Chaos in laser-matter interactions, World Scientific 1987